# 1988 في كولومبيا
فيما يلي قوائم الأحداث التي وقعت خلال عام 1988 في كولومبيا.

## أحداث
- 17 مارس – أفيانكا الرحلة 410

## سياسة

### تعيين في المنصب
- 1 يونيو – أندريس باسترانا أرانغو عمدة بوغوتا [الإنجليزية]‏.

## مواليد

### يناير
- 15 يناير – داروين أتابوما درّاج طريق كولومبي.
- 24 يناير – دورلان بابون لاعب كرة قدم كولومبي.

### فبراير
- 22 فبراير – خيسوس جيلس ملاكم كولومبي.

### أبريل
- 26 أبريل – ماكارينا غارسيا

### مايو
- 26 مايو – خوان كوادرادو لاعب كرة قدم كولومبي.

### يونيو
- 8 يونيو – جوناثان روخاس لاعب كرة قدم إسباني.

### يوليو
- 25 يوليو – فيديل مونيوز ملاكم كولومبي.
- 25 يوليو – يوني هيرنانديز متسابق دراجات نارية كولومبي.
- 30 يوليو – خوليان أريدوندو درّاج طريق كولومبي.

### أغسطس
- 31 أغسطس – دافيد أوسبينا لاعب كرة قدم كولومبي.

## وفيات

### يناير
- 25 يناير – كارلوس ماورو هويوس (مواليد 1939)